# Diocesi di Rotdon
La diocesi di Rotdon (in latino Dioecesis Rotdonensis) è una sede soppressa e sede titolare della Chiesa cattolica.

## Storia
Rotdon (o Rodon), identificabile con Roses (Rosas) in Catalogna, è stata sede di un'antica diocesi della provincia romana della Spagna Tarraconense, suffraganea dell'arcidiocesi di Tarragona. Poco si conosce di questa sede, se non l'esistenza di un vescovo nel V secolo, Aussenzio, il cui epitaffio è stato scoperto in una catacomba a Siracusa in Sicilia.
Dal 1969 Rotdon è annoverata tra le sedi vescovili titolari della Chiesa cattolica; dal 27 maggio 2021 il vescovo titolare è Aurelio García Macías, sottosegretario del Dicastero per il culto divino e la disciplina dei sacramenti.

## Cronotassi

### Vescovi
- Aussenzio † (V secolo)

### Vescovi titolari
- William Tibertus McCarty, C.SS.R. † (11 settembre 1969 - 13 gennaio 1971 dimesso)
- Francis Lenny † (3 maggio 1974 - 16 luglio 1978 deceduto)
- Laurence Forristal † (3 dicembre 1979 - 30 giugno 1981 nominato vescovo di Ossory)
- John Rawsthorne (9 novembre 1981 - 4 giugno 1997 nominato vescovo di Hallam)
- Néstor Hugo Navarro (15 aprile 1998 - 19 marzo 2003 nominato vescovo di Alto Valle del Río Negro)
- Enrique Benavent Vidal (8 novembre 2004 - 17 maggio 2013 nominato vescovo di Tortosa)
- Jesús Fernández González (10 dicembre 2013 - 8 giugno 2020 nominato vescovo di Astorga)
- Aurelio García Macías, dal 27 maggio 2021